# Bastion de la butte de Bonne-Nouvelle
Bastion de la butte de Bonne-Nouvelle byl bastion v Paříži, který byl součástí městských hradeb vystavěných Ludvíkem XIII. Nacházel se ve 2. obvodu na návrší Bonne-Nouvelle ve stejnojmenné čtvrti.

## Historie
Návrší Bonne-Nouvelle se ve 13. století nazývalo Mons Superbus, v 15. století Mont-Orgueil (odtud název Rue Montorgueil). Vzniklo při výstavbě městských hradeb nařízených králem Karlem V. z navršené zeminy při hloubení příkopů a v následujících letech hromaděním odpadků.
Kopec byl součástí panství ženského kláštera Filles-Dieu, které se rozkládalo mezi dnešními Rue du Faubourg-Saint-Denis a Rue du Faubourg-Poissonnière až k Rue de Paradis a Rue des Petits-Carreaux. Panství v letech 1356–1358 rozdělila hradba Karla V. Návrší za městem zůstalo až do začátku 16. století nezastavěné.
První domy a tři mlýny zaznamenané na městské mapě kolem roku 1550 zde vznikaly od roku 1511. Tyto stavby byly zbořeny v roce 1544 kvůli hrozbě obléhání Paříže vojsky Charlesem Quintem. V roce 1551 vznikla na úpatí nebo na straně kopce kaple spadající pod kostel svatého Vavřince. Veškerá výstavba byla srovnána se zemí v listopadu 1562 (na začátku náboženských válek), když protestantská armáda vedená Condém a Gaspardem de Coligny ohrožovala Paříž. V roce 1563 bylo rozhodnuto zahrnout návrší do území v rámci nových městských hradeb. V následujících letech byly na návrší vystavěny domy a osada se rozrostla přes celý kopec. Budovy byly opět zbořeny během obléhání Paříže v roce 1590 vojsky Jindřicha IV. Plány města z roku 1609 a 1615 ukazují domy v troskách.
Od roku 1622 začal klášter Filles-Dieu parcelovat a rozprodávat pozemky. V roce 1623 Ludvík XIII. vydal privilegium pro všechny osoby provozující umění a řemesla, aby zde svobodně pracovali a provozovali obchod. Následně se zde usadilo mnoho tesařů, truhlářů, sochařů, kameníků a zedníků. V říjnu 1626 získali kněží od Notre-Dame de Bonne-Nouvelle pozemky v Rue Beauregard a Rue de Bonne-Nouvelle na stavbu nového kostela, hřbitova a fary.
V letech 1633–1636 pokračovaly opevňovací práce, kdy vznikl bastion v prostoru současného Boulevardu de Bonne-Nouvelle. Bastion však nebyl dokončen. Během těchto prací byla zřízena Rue Poissonnière (dnešní Rue du Faubourg-Poissonnière) vně hradeb, dříve ulice končila jako slepá ulice před hradbou.
V roce 1634 byly zbořeny hradby Karla V.  a v prostoru zasypaného příkopu vznikla Rue d'Aboukir a podél příkopu vznikla paralelní Rue de Cléry. Mezi těmito ulicemi byl ponechán volný prostor, přibližně od současné Rue Chénier po úroveň současné Rue Damiette, tj. 400 metrů krát 50 metrů, kde mělo vzniknout náměstí. Tento projekt byl opuštěn v roce 1716 a prostor byl během následujících let rozparcelován a zastavěn.
V roce 1670, necelých třicet let po výstavbě bastionu, bylo opevnění zbořeno a na jeho místě severně od návrší byl otevřen Boulevard de Bonne-Nouvelle.